# سوت شکار

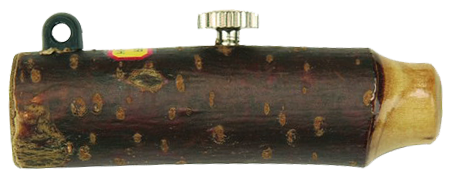
تصویر یک سوت چوبی که می‌تواند با تقلید از صدای گوزن، جانوران را جمع‌آوری کند.

سوت شکار یا سوت صدای شکار (به انگلیسی: Game call)، وسیله‌ای است که برای تقلید صداهای جانور برای جذب یا راندن جانوران به سمت شکارچی استفاده می‌شود. گونه‌های جانوری که جذب صدای شکار می‌شوند، عبارتند از: آهو، بوقلمون، اردک، غاز، گوزن، راکون، خوک وحشی، کایوت، خرس، گرگ، گربه، روباه، بلدرچین، سنجاب، سنجاب و کلاغ.